# Лещины (Горлицкий повет)

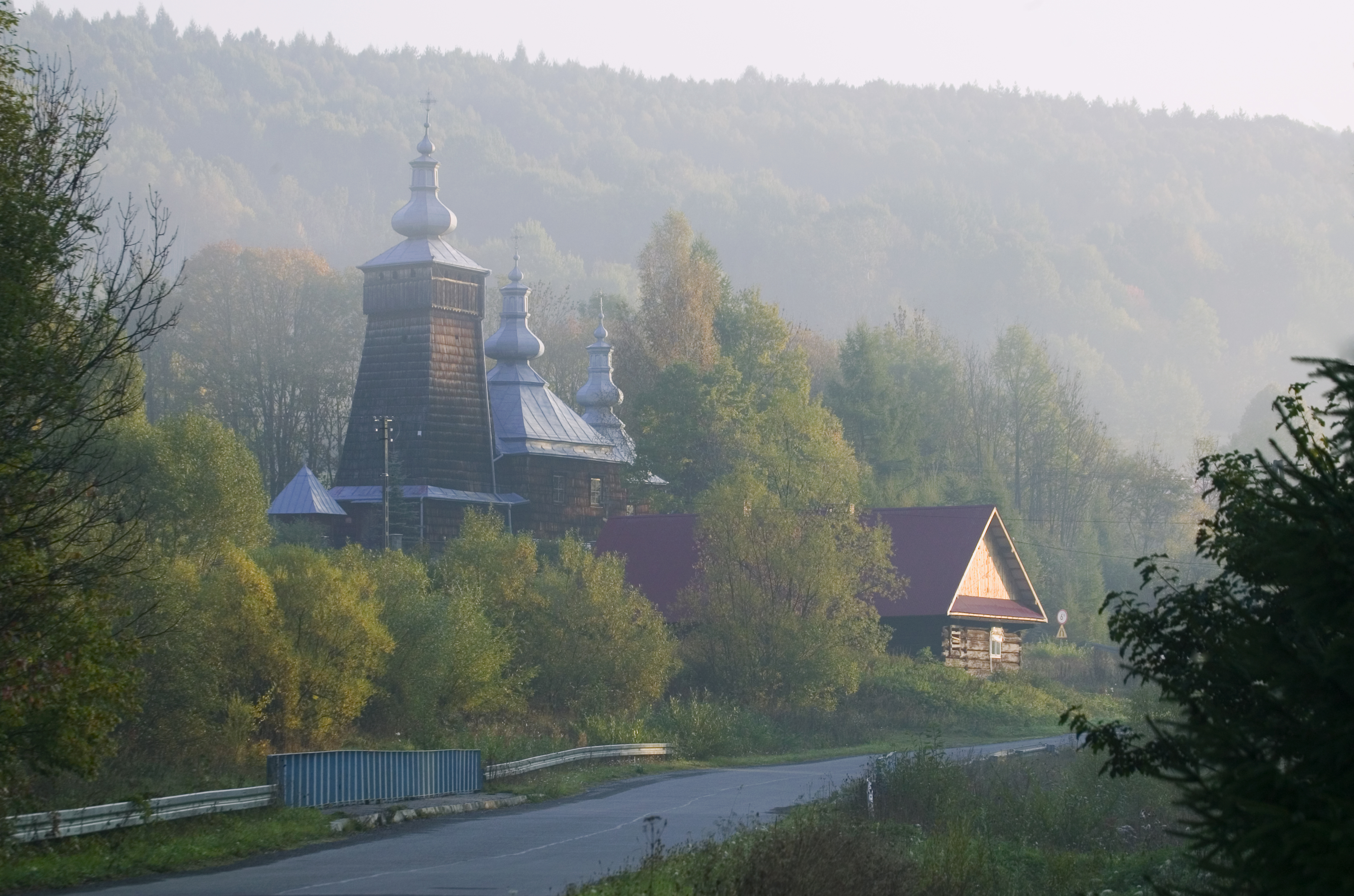
Церковь святого Евангелиста Луки, Лещины, Горлицкий повет, Малопольское воеводство

Лещи́ны (пол.  Leszczyny, русин. Ліщины) — село в Польше, находящееся на территории гмины Усце-Горлицке Горлицкого повета Малопольского воеводства.

## География
Село находится в 6 км от административного центра Усце-Горлицке, 10 км от города Горлице и 103 км от Кракова.

## История
До акции «Висла» (1947 г.) в селе проживали лемки.
В 1975—1998 года село входило в Новосонченское воеводство.

## Достопримечательности
- Православная церковь святого Евангелиста Луки.

## Источник
- Leszczyny, Słownik geograficzny Królestwa Polskiego i innych krajów słowiańskich